# مارسيلو سالازار
مارسيلو سالازار هو فنان قتال مختلط برازيلي، ولد في 27 مارس 1979 في ريو دي جانيرو في البرازيل.

## وصلات خارجية
- مارسيلو سالازار على موقع شيردوغ (الإنجليزية)
- مارسيلو سالازار على موقع IMDb (الإنجليزية)